# WWE Superstars
WWE Superstars là một chương trình đấu vật truyên hình giải trí của WWE hiện tại đang được phát sóng trên kênh WGN America ở Mỹ. Nó được phát sóng lần đầu ngày 16 tháng 4 năm 2009. Chương trình là nơi quy tụ của các đô vật của WWE ở cả ba brand RAW, SmackDown! và ECW.

## Lịch sử chương trình
Vào ngày 19 tháng 12 năm 2008, WWE và WGN America thông báo sẽ có một chương trình trong một giờ đồng hồ mang tên WWE Superstars. Chương trình quy tụ các đô vật của WWE ở cả ba brand. Chương trình được phát sóng vào lúc 8 giờ giờ phía đông (5 giờ giờ phía tây ở Mỹ). Chương trình được phát lại vào lúc 12 giờ trưa vào các ngày chủ nhật trên cả hai kênh: WGN America và WGN-TV. Chương trình đầu tiên được phát sóng ngày 16 tháng 4 năm 2009.

## Sản xuất chương trình
Bài hát mở đầu của chương trình là bài "Invincible" của nhóm Adelitas Way. Chương trình sử dụng trường quay giống các chương trình của WWE từ đầu năm 2008. Mặc dù chương trình chỉ được phát sóng trong một buổi tối, nhưng thực tế, các trận đấu lại được ghi hình sớm hơn so với ngày phát sóng chính thức. Các trận đấu được ghi hình vào giữa các chương trình của RAW, SmackDown! và ECW vào các ngày thứ hai và thứ ba. Và sau đó được phát trên TV vào tối thứ năm.

## Bình luận viên
| Bình luận viên               | Brand      |
| ---------------------------- | ---------- |
| Michael Cole và Jerry Lawler | RAW        |
| Josh Mathews và Matt Striker | ECW        |
| Todd Grisham và Jim Ross     | SmackDown! |

## Người giới thiệu đô vật
| Người giới thiệu                | Brand      |
| ------------------------------- | ---------- |
| Lilian Garcia                   | Raw        |
| Tony Chimel hoặc Justin Roberts | ECW        |
| Justin Roberts                  | SmackDown! |